# Christopher Lutz
Christopher Lutz (* 24. Februar 1971 in Neukirchen-Vluyn) ist ein deutscher Schachgroßmeister.

## Laufbahn
Christopher Lutz gewann 1983 in Berlin die deutsche C-Jugendmeisterschaft und 1987 in Altensteig als 16-Jähriger die deutsche A-Jugendmeisterschaft. Er galt zu dieser Zeit als das größte Talent in der BRD seit Robert Hübner. Bei der U18-Jugendweltmeisterschaft 1989 in Aguadilla, Puerto Rico wurde er Dritter hinter Wladimir Hakobjan und Alex Sherzer. 1989 wurde er Internationaler Meister, 1992 Großmeister. Die letzte dafür nötige Norm erreichte er bei einem Turnier im Dezember 1991 in Budapest, als er punktgleich hinter Alexander Baburin Zweiter wurde.

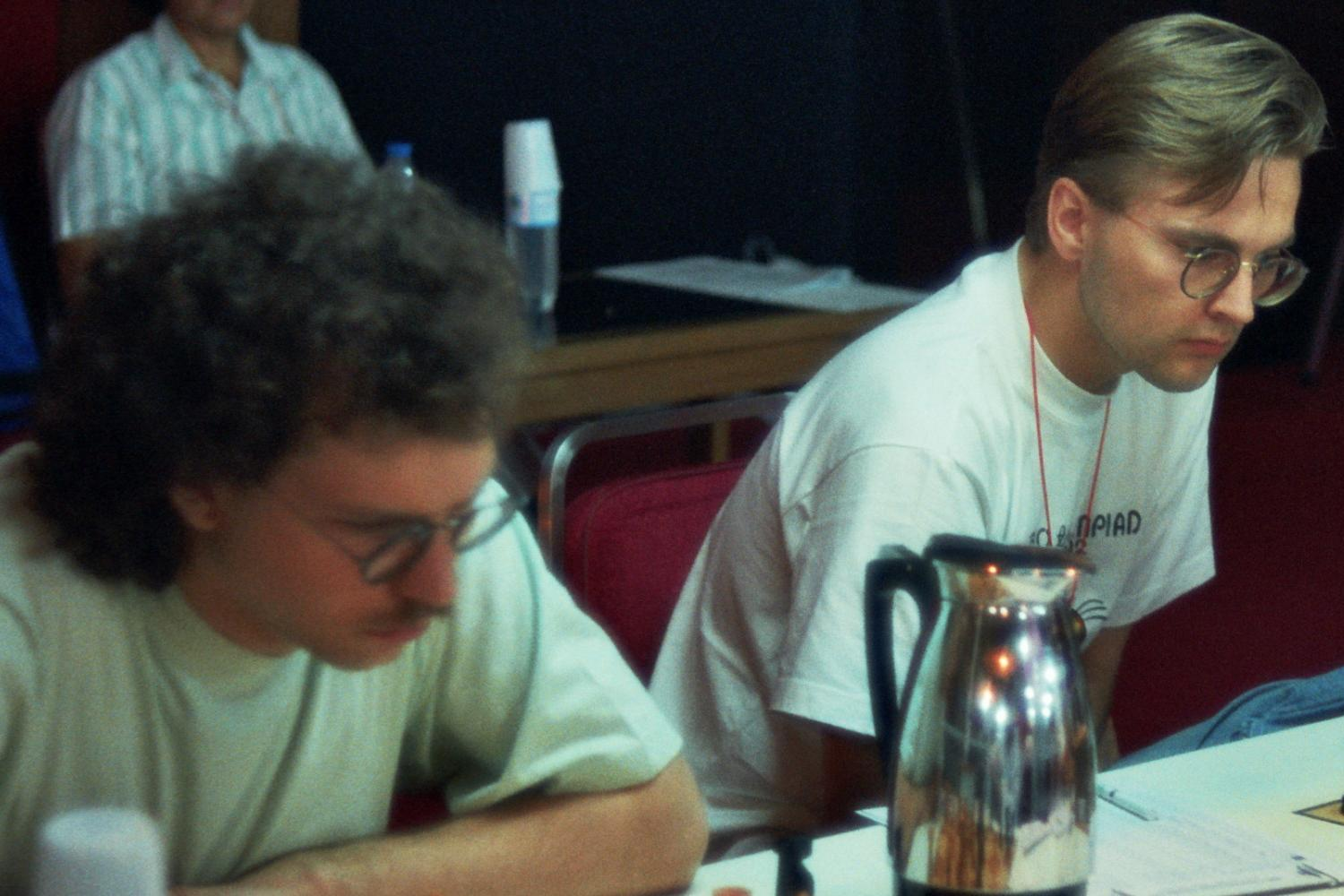
Christopher Lutz und Matthias Wahls bei der Schacholympiade 1992 in Manila

Lutz wurde zweimal deutscher Einzelmeister im Schach, 1995 in Binz und 2001 in Altenkirchen.
Bei den Dortmunder Schachtagen 2002, die als Kandidatenturnier für die Schachweltmeisterschaft 2004 ausgetragen wurden, erzielte Lutz in seiner Vorgruppe 1,5 Punkte aus 6 Partien und schied damit aus.
2002 war Lutz Sekundant von Wladimir Kramnik bei dessen Wettkampf gegen das Schachprogramm Deep Fritz in Bahrain (4:4), ebenso 2006 in Bonn bei Kramniks Wettkampf gegen Deep Fritz (Deep Fritz gewann mit 4:2).
| Die zur Anzeige dieser Grafik verwendete Erweiterung wurde dauerhaft deaktiviert. Wir arbeiten aktuell daran, diese und weitere betroffene Grafiken auf ein neues Format umzustellen. (Mehr dazu) |

## Nationalmannschaft
Christopher Lutz nahm mit der deutschen Nationalmannschaft von 1992 bis 2006 an allen acht Schacholympiaden teil und erreichte dabei als größten Erfolg den zweiten Platz bei der Schacholympiade 2000 in Istanbul. Außerdem nahm er der Mannschaftsweltmeisterschaft 2001 und den Mannschaftseuropameisterschaften 1992, 1997, 1999, 2001, 2003 und 2005 teil; er erreichte 1999 in Batumi und 2001 in León mit der Mannschaft den dritten Platz.

## Vereine
Lutz spielte von 1988 bis 2007 in der 1. Bundesliga für die SG Porz, mit der er 1994, 1996, 1998, 1999, 2000 und 2004 deutscher Mannschaftsmeister wurde. In der Saison 2007/08 spielte er mit dem Godesberger SK in der 1. Liga, seit 2008 spielt er mit der SG Porz in der 2. Bundesliga. In der österreichischen Staatsliga A spielte er in der Saison 1998/99 für den SK Loosdorf und in der Saison 2002/03 für den SV Tschaturanga. In Frankreich spielte er bis 2005 für Vandœuvre-Echecs, die belgische Interclubs gewann er 2004, 2006, 2010 und 2011 mit dem KSK 47 Eynatten.

## Computerschach
Im Entwicklerteam des Computerprogramms Hydra war Lutz für die Erstellung des Eröffnungsbuchs zuständig.

## Privates
Lutz ist verheiratet mit der deutschen Schachmeisterin Anke Koglin. Das Ehepaar hat zwei Töchter und wohnt in Köln.

## Werke
- Als Autor und Kommentator von Schachpartien tritt Christopher Lutz regelmäßig bei Kolumnen des ChessBase Magazins in Erscheinung.
- Endspieltraining für die Praxis. Analysen und Übungen aus Großmeisterhand, Chessgate Verlag, Nettetal 1999, ISBN 3-932861-02-7.